# Fred Horlacher
Fred Horlacher, né en mars 1913 à Blackrock dans la banlieue sud de Dublin en Irlande et mort 17 mars 1943 à Dublin, est un footballeur international irlandais qui évoluait au poste d'attaquant. Il passe toute sa carrière au Bohemian Football Club. Horlacher meurt à l'âge de 33 ans d'une pneumonie.

## Carrière en club
Fred Horlacher nait à Blackrock, un quartier sud de Dublin dans une famille d'immigrés allemands. Il fait ses débuts sous les couleurs du Bohemian Football Club en septembre 1928 lors d'un match contre le Fordsons Football Club. En près de quinze saisons, Horlacher fait plus de 403 apparitions avec les Bohs dont 193 en championnat. Il marque aussi 159 buts dont 85 en championnat. Sa plus belle saison se déroule en 1935-1936. Il marque 28 buts toutes compétitions confondues et remporte pour la troisième fois le titre de champion d'Irlande.
Fred Horlacher joue son tout dernier match le 6 février 1943 lors d'un match de Coupe contre les Shamrock Rovers. Il meurt d'une pneumonie à peine un mois plus tard.

## Carrière internationale
Quand Paddy Farrel commence sa carrière internationale en 1923, deux équipes d'Irlande coexistent. Les deux fédérations nationales sélectionnent des joueurs sur la base de l'ensemble de l'île d'Irlande. D'une part l'IFA basée à Belfast dirige l'équipe d'Irlande de football et d'autre part, la FAI, basée à Dublin organise l'équipe de l'État libre d'Irlande. En conséquence de nombreux footballeurs ont été amenés à jouer pour les deux équipes. Horlacher est dans un cas un peu différent puisqu'il n'a jamais joué pour l'équipe première, mais pour une équipe amateur de l'IFA.
Entre 1930 et 1936 Fred Horlacher est sélectionné à sept reprises en équipe d'Irlande, celle de la FAI. Horlacher fait ses grands débuts internationaux le 11 mai 1930 lors d'une victoire irlandaise à Bruxelles sur la Belgique. Pour ce match parmi ses coéquipiers on compte Tom Farquharson, Mick O'Brien, Harry Duggan, Jimmy Dunne, Jack McCarthy et son futur coach aux Bohemians Bill Lacey
La même année, avec d'autres joueurs des Bohemians, Jimmy Bermingham et Alec Morton, Horlacher part à Belfast intégrer l'équipe d'Irlande amateur de l'IFA. Cette équipe équipe bat son homologue anglais sur le score de trois buts à un. Toutefois, ce trio de joueur a joué contre la volonté de leur fédération nationale et se voit alors suspendu pour trois mois.
Il faut attendre le 8 avril 1934 pour que Horlacher revienne en équipe nationale. Il joue un match de qualification à la Coupe du monde contre les Pays-Bas. Il remplace en cours de match un autre pensionnaire du Bohemian FC, Billy Jordan. Horlacher est ainsi le premier joueur irlandais à entrer en jeu sur un remplacement au cours d'un match international.
Le 8 décembre 1935 Fred Horlacher a une nouvelle fois affaire avec les Pays-Bas. Cette fois-ci le match se joue à Dalymount Park. Avec Bill McGuire, Paddy Andrews et Plev Ellis (en) il est un des quatre joueurs des Bohs dans le onze irlandais. Ellis marque le premier but avant qu'Horlacher marque deux buts, ses seuls buts internationaux, pour donner l'avantage à son équipe 3 à 2. Malgré leurs efforts, les Irlandais s'inclinent 5 à 3.

## Palmarès
- Championnat d'Irlande
  - Vainqueur en 1929-1930, 1933-1934 et 1935-1936

- Coupe d'Irlande
  - Vainqueur en 1934-1935

- Shield
  - Vainqueur en 1929 et 1934

- Dublin City Cup
  - Vainqueur en 1936